# Wołodymyr Okarynski
Wołodymyr Okarynski (ukr. Володимир Михайлович Окаринський, ur. 14 listopada 1975 w Tarnopolu) – ukraiński historyk, kandydat nauk historycznych (2001), docent (2004). Członek Narodowego Związku Dziennikarzy Ukrainy (2003). Nagrody Prezydenta Ukrainy (2004) i Rady Ministrów (2008) dla młodych naukowców. Laureat Tarnopolskiej nagrody obwodowej im. Wołodymyra Hnatiuka (2018).

## Biografia
Absolwent Instytutu Pedagogicznego w Tarnopolu (1997). Pracował jako nauczyciel w Instytucie Technologii Społecznych i informacyjnych w Tarnopolu (2002-2004), od 2004 wykładowca Katedry Historii Ukrainy, Archeologii i specjalnych gałęzi nauk historycznych Narodowego Uniwersytetu Pedagogicznego im. Wołodymyra Hnatiuka w Tarnopolu.
Prowadził stałe rubryki poświęcone historii Tarnopola i historii Ukrainy w „Gazecie Tarnopolskiej” (2003–2004). Członek redakcji publikacji encyklopedycznej „Tarnopolszczyzna. Historia miast i wsi” (2014), Międzynarodowego Stowarzyszenia humanitarystów (2018).
Zakres zainteresowań naukowych: alternatywne style życia, subkultury, kontrkultura na Ukrainie nowej i najnowszej epoki; historia intelektualna; Antropologia historyczna; Historia lokalna (Tarnopol); ruchy młodzieżowe. Autor około 100 publikacji naukowych, 4 monografii, współautor 5 monografii zbiorowych oraz książek „Ruch płastowy na Tarnopolszczyźnie” (2007), „Тернопіль / Tarnopol: historia miasta” (2010, współautor), „Tarnopol: miasto, ludzie, Historia (od starożytności do 1991)” (2017).

## Źródła
- Окаринський Володимир Михайлович // ТНПУ.
- О. Миколайчук, Володимир Окаринський  – історик, який знає, коли в Тернополі… почали пити каву! // Номер один, 29.1.2018.